# Ornaisons
Ornaisons (okzitanisch Ornasons) ist eine französische Gemeinde mit 1097 Einwohnern (Stand 1. Januar 2022) im Département Aude in der Region Okzitanien. Ornaisons ist Teil des Gemeindeverbandes Communauté de communes Région Lézignanaise, Corbières et Minervois. Die Einwohner der Gemeinde heißen Ornaisonais.

## Geografie
Die Gemeinde Ornaisons liegt 13 Kilometer westlich von Narbonne und 25 Kilometer von der Mittelmeerküste entfernt. Das Gemeindegebiet wird vom Fluss Orbieu durchquert, in den hier der Aussou einmündet. Durch den Süden der Gemeinde verläuft die Autoroute A61.

## Bevölkerungsentwicklung

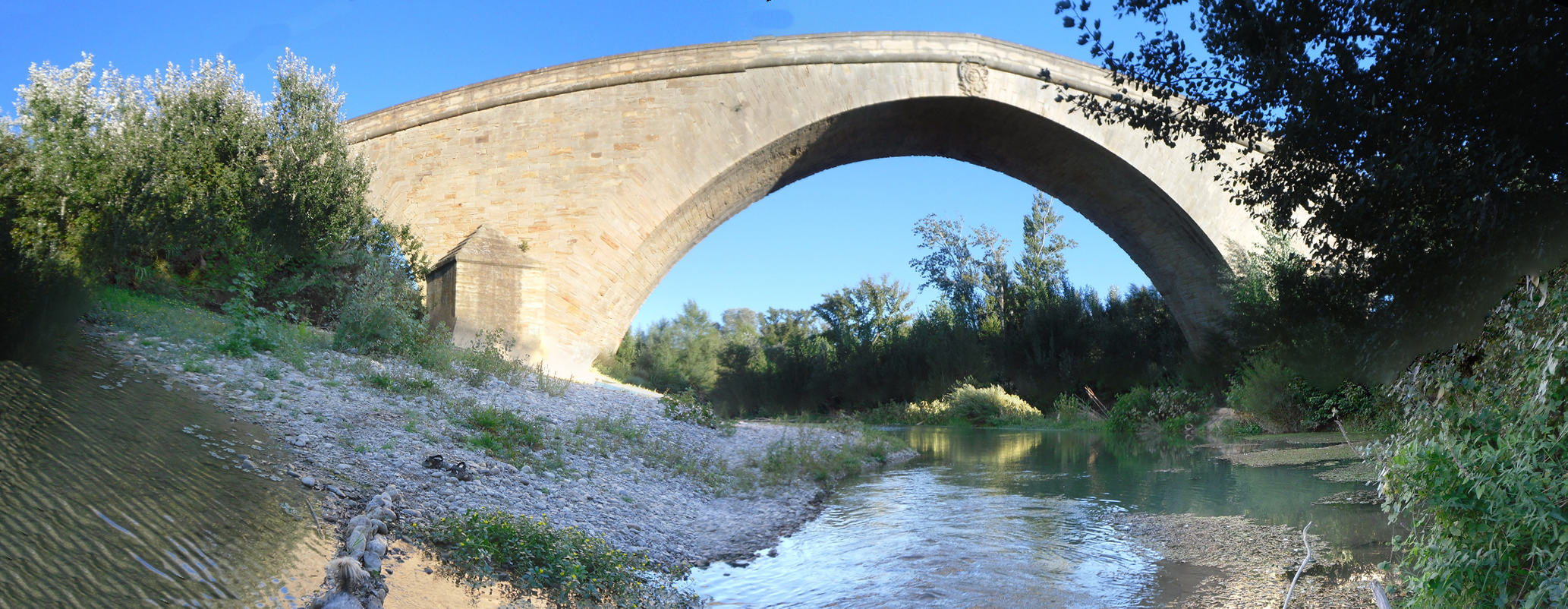
Brücke über den Orbieu, Monument historique

| Jahr                       | 1962 | 1968 | 1975 | 1982 | 1990 | 1999 | 2009 | 2020 |
| Einwohner                  | 896  | 929  | 902  | 903  | 943  | 951  | 1226 | 1113 |
| Quellen: Cassini und INSEE |      |      |      |      |      |      |      |      |

## Weinbau
Ein Teil der landwirtschaftlichen Flächen dient dem Weinbau, die Weinberge liegen innerhalb der geschützten Herkunftsbezeichnung Corbières.